# Żyłka (owady)
Żyłka (łac. vena) – chitynowe zgrubienie wzmacniające w skrzydłach owadów otaczające pień tchawkowy oraz nerw. Powstaje z uwypukleń błony skrzydłowej. Uwypuklenie obydwu powierzchni błony tworzy rurkę, uwypuklenie górnej powierzchni – żyłkę wypukłą, a dolnej – żyłkę wklęsłą. 

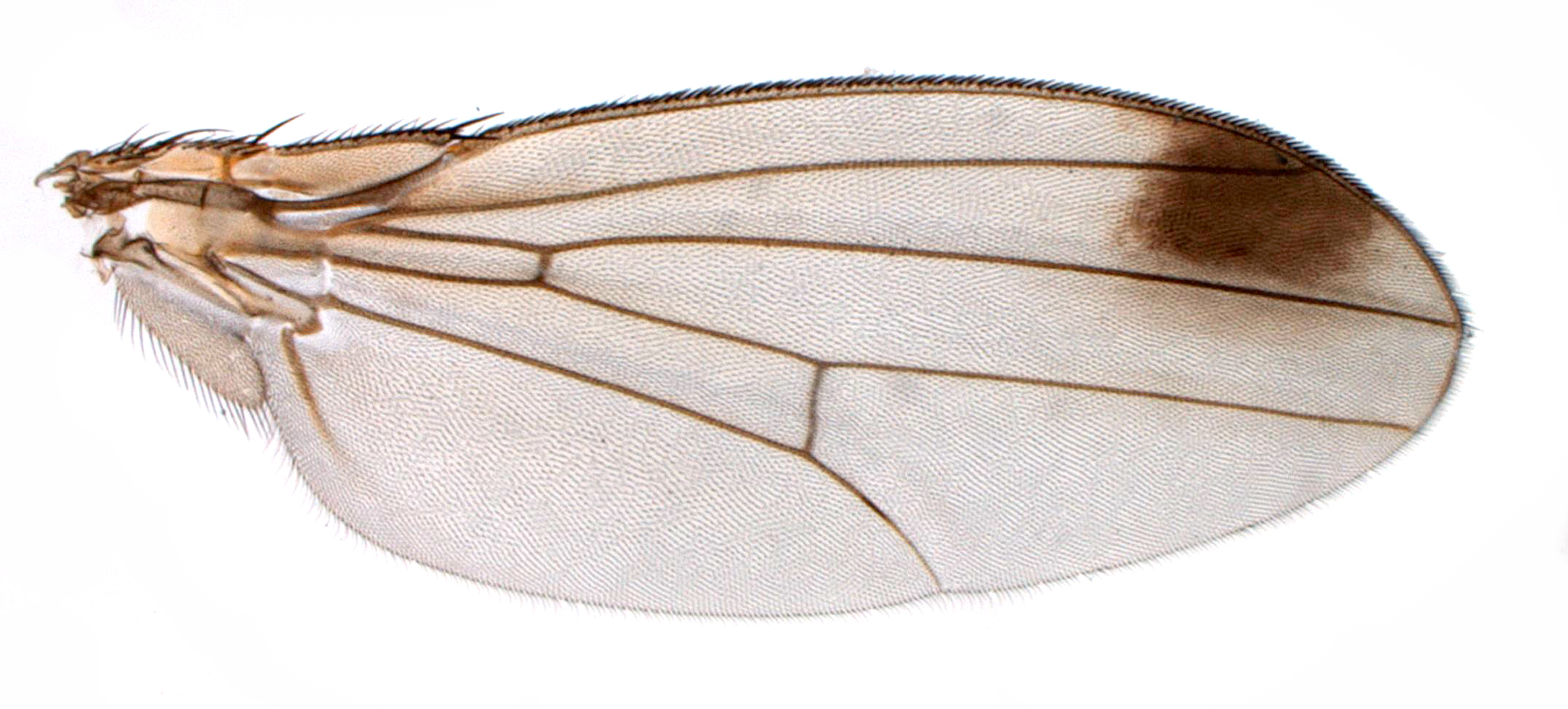
Żyłki w skrzydle muchówki Drosophila suzukii

Ułożenie żyłek (użyłkowanie skrzydła) jest uwarunkowane filogenetycznie i służy jako cecha rozpoznawcza. 
Do pierwszych znanych opisów żyłek należy wydany w Szczecinie w 1870 roku opis Hagena zatytułowany "Ueber rationelle Benennung des Geaders in den Flugeln der Insekten".
Kierunek przebiegu żyłek wzdłuż osi skrzydła wyznacza podział na żyłki podłużne i żyłki pośrednie. Te ostatnie są też określane jako poprzeczne lub skośne.

## Żyłki podłużne

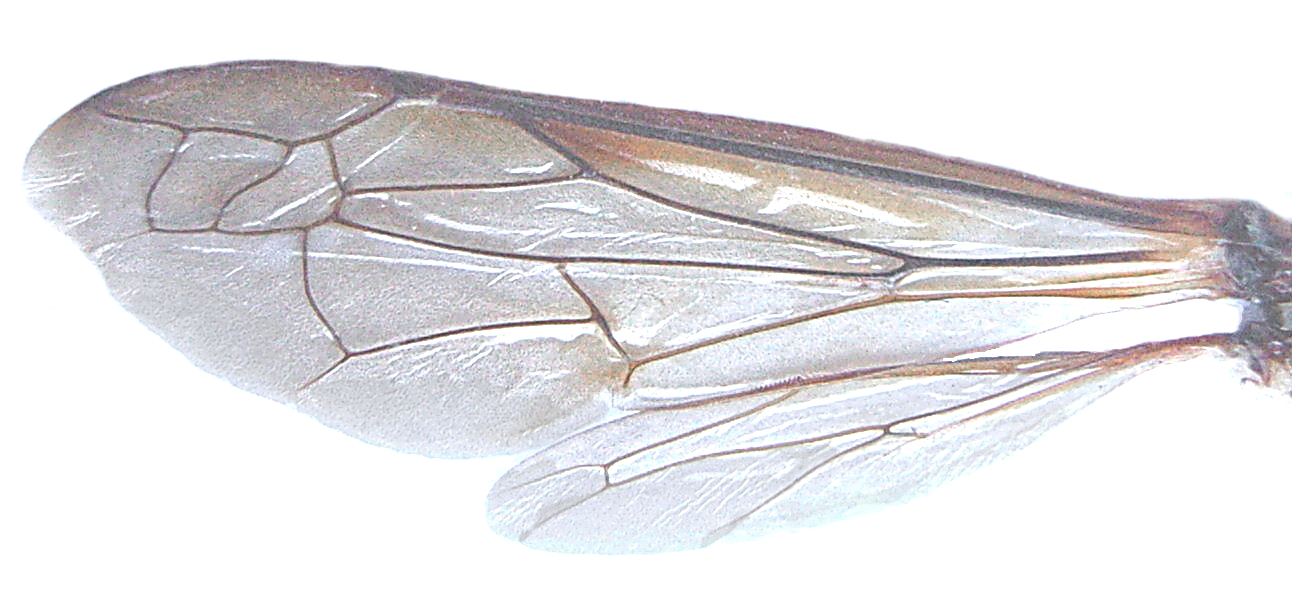
Żyłki w skrzydle osy

- (I) żyłka kostalna, ż. żebrowa, ż. żeberkowa, kosta, ż. ramienna, ż. ramieniowa (vena costalis, costa) – pokrywa się z brzegiem skrzydła,
- (II) żyłka subkostalna, ż. podżebrowa, ż. podżeberkowa, ż. podramienna, ż. podramieniowa (vena subcostalis, subcosta) – pochodzi z przedniego pnia tchawki skrzydłowej;
- (III) żyłka radialna, ż. szprychowa, ż. promieniowa (vena radialis, radius) – pochodzi z przedniego pnia tchawki skrzydłowej; żyłki radialne tworzą sector radi;
- (IV) żyłka medialna, ż. środkowa (vena medialis, mediatus) – pochodzi z ostatniego, przedniego pnia tchawki skrzydłowej, jest zestawiona z II płytką skrzydłową;
- (V) żyłka kubitalna, ż. łokciowa (vena cubitalis, cubitus) – wychodzi ze środkowej płytki skrzydłowej;
- żyłka postkubitalna, ż. załokciowa (vena postcubitalis, postcubitus) – zlana u nasady z ż. kubitalną, czasami uważana za jedną z ż. kubitalnych;
- żyłka analna, ż. pachowa, ż. tylna (vena analis, analis) – powstała z tylnego pnia tchawki skrzydłowej grupa od 1 do 12 żyłek pola analnego.
- żyłka jugalna (vena jugalis) – dwie żyłki pola jugalnego, pierwsza to vena arcuata, a druga to vena cardinalis.

U błonkówek występują jeszcze:
- żyłka marginalna (ramus marginalis) – jest to pierwsza żyłka podłużna przedniego skrzydła;
- żyłka postmarginalna (vena postmarginalis).

U ważek występuje:
- żyłka postnodalna (vena postnodalis) – łączy ż. kostalną z pniem ramiennym.

## Żyłki pośrednie

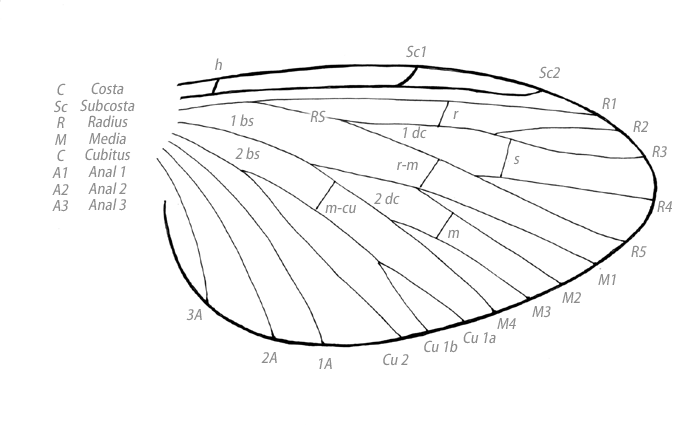
Opis użyłkowania skrzydła muchówki (Diptera) wg systemu Comstocka-Needhama

Wśród żyłek pośrednich (poprzecznych i skośnych) wymieniane są:
- żyłka humeralna, ż. doramienna (vena humeralis, humerus) – łączy ż. kostalną z subkostalną;
- żyłka radialno-medialna, ż. dyskoidalna poprzeczna;
- żyłka mediokubitalna, ż. medialno-kubitalna, ż. środkowo-łokciowa;
- żyłka środkowa poprzeczna, ż. poprzeczna medialna;
- poprzeczna żyłka sektoralna.

Inne żyłki występujące w skrzydłach niektórych taksonów:
- żyłka aksylarna (vena axilaris, axilaris);
- żyłka bazalna (vena basalis);
- żyłka brachialna (vena brachialis);
- żyłka dyskalna (vena discalis);
- żyłka dyskoidalna (vena discoidalis);
- żyłka dyskokubitalna (vena discocubitalis);
- żyłka nibyłokciowa;
- żyłka nibyśrodkowa;
- żyłka przedkostalna, ż. prekostalna (vena praecostalis, praecosta);
- żyłka sektoralna (sector radii);
- żyłka submarginalna;
- żyłka subnodalna (vena subnodalis, vena obliqua).